# Pierre Cuppens
Pierre Cuppens (Luik, 1964) is een Belgisch syndicalist.

## Levensloop
Pierre Cuppens is werftechnicus van opleiding en werd op 21-jarige leeftijd syndicaal afgevaardigde. Na een arbeidsongeval werd hij beroepsmilitant, eerst als permanent syndicaal afgevaardigde bij het CSCBIE, de christelijke vakbond voor de bouw, industrie en energie. Vier jaar later werd hij nationaal verantwoordelijke van de CSCBIE. Een jaar later werd hij nationaal secretaris en in 2009 secretaris-generaal van de CSCBIE.
Pierre Cuppens werd in 2022 in opvolging van Bruno Antoine voorzitter van het Waals ACV.